# Lao Skyway
Lao Skyway (ранее известная как Lao Air) — частная авиакомпанией со своей штаб-квартирой в аэропорту Ваттай (Вьентьян, Лаос). Обслуживает регулярные и чартерные рейсы с вылетом из аэропортов Лаоса.

## История
Авиакомпания Lao Air была создана 24 января 2002 года под названием Helicopter Charter Service.
8 декабря 2003 года авиакомпания подписала договор об операционном лизинге самолета Grand Caravan Cessna у компании Lane Xang Minerals Limited Company. Взятый в лизинг самолет стал использоваться для совершения чартерных авиарейсов. Заключенное соглашение зафиксировало начало полноценной работы компании. 
7 октября 2005 года авиакомпания взяла в операционный лизинг второй самолет Cessna Grand Caravan.
14 апреля 2007 года самолеты Cessna Grand Caravan стали использоваться также и для выполнения регулярных рейсов.
В апреле 2014 года авиакомпания начала эксплуатировать более крупные пассажирские самолеты для обслуживания внутренних авиарейсов.
В 2018 году был создан сайт авиакомпании, который позволил клиентам производить онлайн-бронирования необходимых рейсов и проводить оплату билетов с использованием популярных платежных систем Visa и MasterCard.

## Маршрутная сеть
По состоянию на 2017 год авиакомпания летала по следующим направлениям:
- Луангнамтха – Луангнамтха (аэропорт)
- Луангпхабанг – Луангпхабанг (аэропорт)
- Сай – Аэропорт Сай
- Паксе – Паксе (аэропорт)
- Пхонгсали – Аэропорт Боэн Ныа
- Самныа – Аэропорт Натонг
- Сиангкхуанг – Сиенгхуанг (аэропорт)
- Вьентьян – Ваттай (аэропорт) (хаб)

## Флот
По состоянию на август 2017 года Lao Skyway имела в составе своего воздушного флота следующие самолеты:
| Самолет            | Число | Примечания |  |
| ------------------ | ----- | ---------- |  |
| Airbus H125        | 1     |            |  |
| Eurocopter AS350B2 | 5     |            |  |
| Ми-17              | 4     |            |  |
| Xian MA-60         | 3     |            |  |
| Cessna 208 Caravan | 2     |            |  |
| Всего              | 15    |            |  |

## Происшествия
- Апрель 2009 года - самолет Cessna 208b Grand Caravan совершил аварийную посадку в поле после сбоя в двигателе[6].
- Апрель 2013 года - De Havviland Canada DHC-8 разбился после взлета из-за удара в деревья[7].
- Ноябрь 2015 года — XIAN MA-60 после отказа двигателя сел в Луан Прабанге, во время посадки выкатился за пределы ВПП[8].
- Апрель 2016 года — аварийная посадка Eurocopter 350 Ecureuil из-за ошибки двигателя[9].